# Eugenia tropophylla
Eugenia tropophylla är en myrtenväxtart som beskrevs av Joseph Marie Henry Alfred Perrier de la Bâthie. Eugenia tropophylla ingår i släktet Eugenia och familjen myrtenväxter. Inga underarter finns listade i Catalogue of Life.